# Happy Ever After
"Happy Ever After" é uma canção dos Bee Gees do álbum High Civilization, de 1991, e lançada como single no mesmo ano apenas nos Estados Unidos.
É uma balada pop tendo solo vocal por Barry Gibb; o refrão, porém, é cantado harmonicamente pelos três irmãos Gibb. Foi gravada, com certeza, em 1990, pois a publicação da canção data de 10 de dezembro de 1990.
Na letra da canção, o eu-lírico é um homem mais velho, que fala com sua amada (provavelmente uma adolescente, como se depreende da letra, especialmente os versos "Though I know it's time to take you home", "is it only a dream to a teenage queen?" e "where there is love, there is no crime"). Ele está deixando-a em casa, mas pede a ela um momento para conversarem e, durante a conversa, pede para aprofundarem o relacionamento e ficarem mais tempo juntos, arrematando com a frase "will it be happy ever after / for me and you" ("será feliz para sempre, para mim e para você").
Por ter mais de seis minutos de duração, quando do lançamento, foi editada para pouco mais de quatro minutos, uma duração mais amigável ao airplay. Apesar disto, não obteve sucesso nos Estados Unidos, não entrando nas paradas.

## Lista de faixas
Todas as faixas escritas e compostas por B., R. & M. Gibb. 
| K7 (EUA)       |                    |         |  |
| N.º            | Título             | Duração |  |
| 1.             | "Happy Ever After" | 4:16    |  |
| 2.             | "Evolution"        | 5:36    |  |
| Duração total: | Duração total:     | 9:52    |  |

| PROMO 12" (EUA) |                    |         |  |
| N.º             | Título             | Duração |  |
| 1.              | "Happy Ever After" | 5:36    |  |
| 2.              | "Happy Ever After" | 4:16    |  |
| Duração total:  | Duração total:     | 9:52    |  |

| PROMO CD 5" (WB PRO-CD-5007) (EUA) |                    |         |  |
| N.º                                | Título             | Duração |  |
| 1.                                 | "Happy Ever After" | 4:16    |  |
| Duração total:                     | Duração total:     | 4:16    |  |

## Ficha técnica
Fonte: 
- Barry Gibb — vocal, violão
- Robin Gibb — vocal
- Maurice Gibb — vocal, teclados, sintetizador, violão
- Alan Kendall — guitarra
- Tim Moore — teclados, sintetizador, programação
- George Perry — baixo
- Lenny Castro — percussão
- Julia Waters — vocal
- Maxine Waters — vocal
- Femi Jiya — engenheiro de áudio
- John Merchant — engenheiro de áudio
- Bee Gees — produtor musical